# Desa Cibodas (administrativ by i Indonesien, Jawa Barat, lat -6,73, long 107,06)
Desa Cibodas är en administrativ by i Indonesien.   Den ligger i provinsen Jawa Barat, i den västra delen av landet, 60 km söder om huvudstaden Jakarta.